# Самбука (осадное орудие)
Самбу́ка, или самби́ка (др.-греч. σαμβύκη, лат. sambuca) — античное осадное орудие, получившее название из-за определённого сходства с одноимённым музыкальным инструментом. Упоминается в трудах античных авторов III века до н. э. — V века н. э., однако описания её различаются. Применялась для овладения крепостями штурмом как с моря, так и с суши.

## История

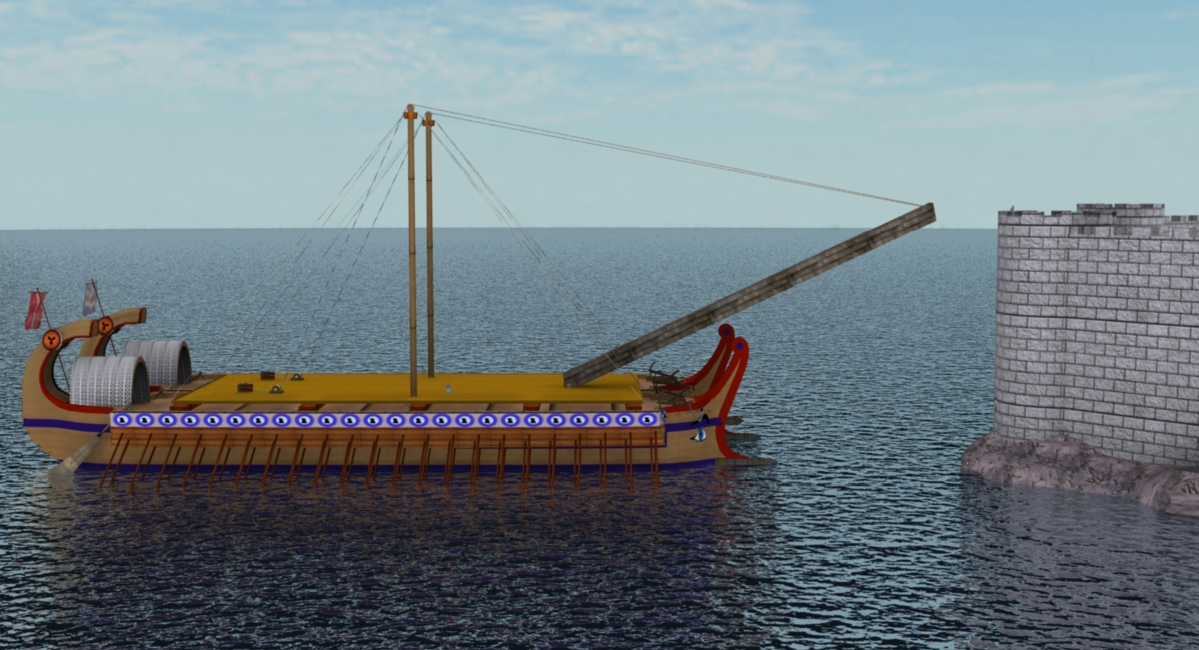
Реконструкция самбуки

Согласно трактату Битона «Об устройстве осадных машин и орудий» (30-е годы III века до н. э.), самбука была впервые сконструирована Дамидом Колофонским (больше об этом инженере ничего не известно). Афиней Механик же приписывает её изобретение Гераклиду Тарентскому — архитектору и инженеру, работавшему на Филиппа V Македонского.
До нас дошло несколько описаний боевого применения самбуки: римлянами против Сиракуз в 214—212 годах до н. э. (Полибий и Плутарх), македонянами против Хиоса предположительно в 201 году до н. э. (Витрувий и Афиней Механик), понтийцами против Родоса в 88 году до н. э. и (возможно) против Кизика в 73 году до н. э. (Аппиан). Кроме того, самбука упоминается в знаменитом трактате Вегеция «Краткое описание военного дела».

## Описание
Наиболее полное описание самбуки приводит Полибий. При осаде Сиракуз римский командующий Марк Клавдий Марцелл приказал попарно соединить восемь квинквирем, убрав вёсла с одного борта, и на получившиеся гигантские катамараны установить самбуки. (Плутарх, описывая то же сражение, говорит о самбуке в единственном числе и об «огромном поплавке из восьми связанных друг с другом судов»). Согласно Полибию, римская самбука III века до н. э. представляла собой лестницу в 4 фута ширины и такой длины, чтобы при установке наклонно она достигала верхней части вражеской стены; с обеих сторон к ней приделывали высокие бортики. Лестницу клали вдоль соприкасающихся бортов кораблей, так что она выступала далеко за корабельные носы, а на вершинах мачт укрепляли блоки с канатами, привязанными к верхней части лестницы. Во время штурма люди, стоявшие на корме, тянули за канаты, перекинутые через блоки, а другие, находившиеся в передней части корабля, следили за правильным подъёмом лестницы и подпирали её шестами. На вершине самбуки находилась огороженная с трёх сторон площадка, на которой размещали четырёх воинов. В их задачу входило вести борьбу с неприятелем, находящимся на стене и мешающим установке самбуки. Как только лестница устанавливалась так, что эти четыре воина возвышались над стеной, боковые стенки ограждения снимались, и воины с двух сторон высаживались на стену, а их товарищи следовали за ними по надёжно зафиксированной канатами самбуке с палуб кораблей.
Самбука в описании Битона предназначалась для применения на суше. Это 60-футовая лестница со штурмовой платформой на одном конце и противовесом на другом, которая устанавливалась на каркасе с колёсным основанием 27 футов длиной и диаметром колеса 3 фута. Противовесом служил 6-футовый ящик, наполненный свинцом. Однако противовес использовался не для подъёма противоположного конца лестницы, а нужен был только для придания машине устойчивости.
Согласно современным реконструкциям, лестница выступала вперёд как минимум на 40 футов, что требовало массы противовеса около двух тонн, чтобы уравновесить тяжесть 8—10 воинов на штурмовой платформе. Роль подъёмного механизма, в отличие от «корабельной» версии, выполнял вертикальный винт длиной 15 футов с воротом, прикреплённый к балке, которая служила опорой для лестницы. При опускании и подъёме этой вертикальной опоры лестница, соединённая с неподвижным каркасом, при помощи тяги изменяла своё положение от горизонтального до наклонного к горизонтальной плоскости под углом в 45°.
Наконец, в кратких и хронологически наиболее поздних описаниях Вегеция и Аппиана самбука — это, скорее, часть осадной башни или даже сама башня. Вегеций говорит о ней как о механизме, который позволяет перекинуть с верхней части осадной башни мостик, по которому на стену попадают штурмующие воины. Аппиан называет её «огромным военным сооружением, которое везли на двух кораблях» и сообщает, что она «особенно напугала родосцев, так как одновременно она выкидывала много стрел, таранов и дротиков». Возможно, со временем понятия самбуки и осадной башни постепенно слились у римлян в нечто единое.

## Боевое применение

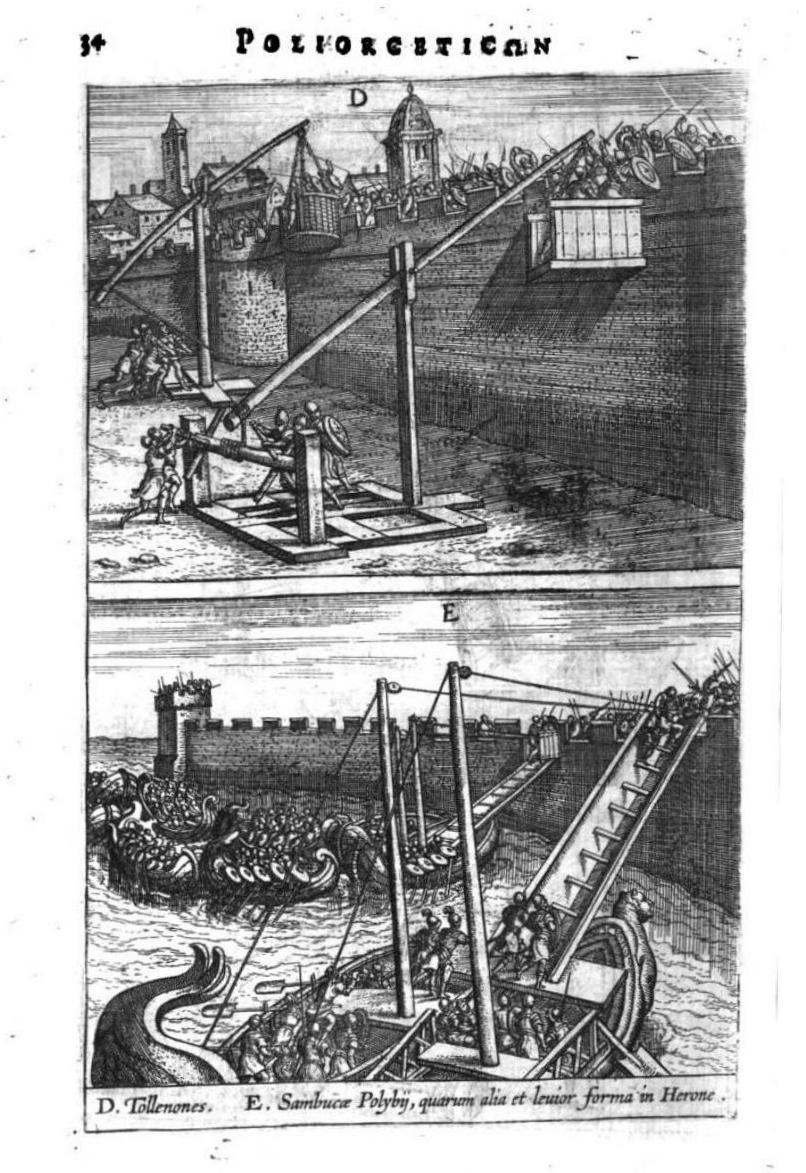
Самбука (внизу) и толленон
в представлении художника
конца XVI века

Все описанные в источниках случаи применения самбуки по разным причинам завершились неудачей для осаждающих.
Римляне при осаде Сиракуз не учли инженерный гений Архимеда. Корабли с самбуками сначала были подвергнуты обстрелу метательными машинами. Когда же они приблизились вплотную к стенам, осаждённые задействовали другие машины, до того скрытые за зубцами: выдвигаясь за стену, они сбрасывали на корабли римлян камни весом до 10 талантов и огромные чушки свинца. Штурм был отбит. По свидетельству Полибия Марцелл, подшучивая над своим положением, говорил, что «Архимед угощает его корабли морской водой, а его самбики как бы с позором прогнаны с попойки палочными ударами». В итоге Сиракузы были взяты не штурмом, а благодаря предательству.
Самбуки Филиппа V Македонского при осаде Хиоса не удалось пустить в дело, потому что осаждённые устроили искусственную мель, на которую сели корабли осаждавших, после чего осадные машины были сожжены зажигательными стрелами. А по версии Афинея осаждавшие ошиблись в расчётах, построив слишком высокие самбуки, в результате чего воины не смогли высадиться на вражеские укрепления и «погибли от огня». Примечательно, что Афиней считает эти осадные машины «общеизвестными» и потому не приводит их описание.
При осаде Родоса Митридат VI планировал провести внезапный ночной штурм города с использованием самбуки и штурмовых лестниц. Однако родосцы вовремя заметили приготовления противника, а самбука опрокинулась во время штурма «от тяжести». Понтийцы были вынуждены снять осаду.
При осаде Кизика пятнадцатью годами позже Митридат VI применял неназванное осадное орудие, по описанию походившее на самбуку времён осады Родоса. Понтийцам удалось подвести корабли вплотную к стенам, и четыре воина со штурмовой площадки высадились на укрепления кизикийцев. Осаждённые сначала отступили, но, так как понтийцы замешкались с высадкой остальных воинов, быстро собрались с силами и столкнули со стены этих четырёх, а затем, «бросая на корабли огонь и смолу, заставили их грести обратно и отступать». В итоге после нескольких попыток штурма и продолжительной осады Митридат VI ввиду приближения римских войск отступил.